# Łosewo (gromada)
Łosewo – dawna gromada, czyli najmniejsza jednostka podziału terytorialnego Polskiej Rzeczypospolitej Ludowej w latach 1954–1972.
Gromady, z gromadzkimi radami narodowymi (GRN) jako organami władzy najniższego stopnia na wsi, funkcjonowały od reformy reorganizującej administrację wiejską przeprowadzonej jesienią 1954 do momentu ich zniesienia z dniem 1 stycznia 1973, tym samym wypierając organizację gminną w latach 1954–1972.
Gromadę Łosewo z siedzibą GRN w Łosewie utworzono – jako jedną z 8759 gromad – w powiecie kolneńskim w woj. białostockim, na mocy uchwały nr 17/V WRN w Białymstoku z dnia 4 października 1954. W skład jednostki weszły obszary dotychczasowych gromad Łosewo i Janowo ze zniesionej gminy Mały Płock oraz obszar dotychczasowej gromady Niksowizna ze zniesionej gminy Czerwone w tymże powiecie. Dla gromady ustalono 11 członków gromadzkiej rady narodowej.
31 grudnia 1959 gromadę Łosewo zniesiono, włączając jej obszar do gromad Kąty (wieś Łosewo), Dobrylas (wieś Niksowizna) i Kolno (wieś Janowo).